# St. Johannes Baptist (Bad Hindelang)

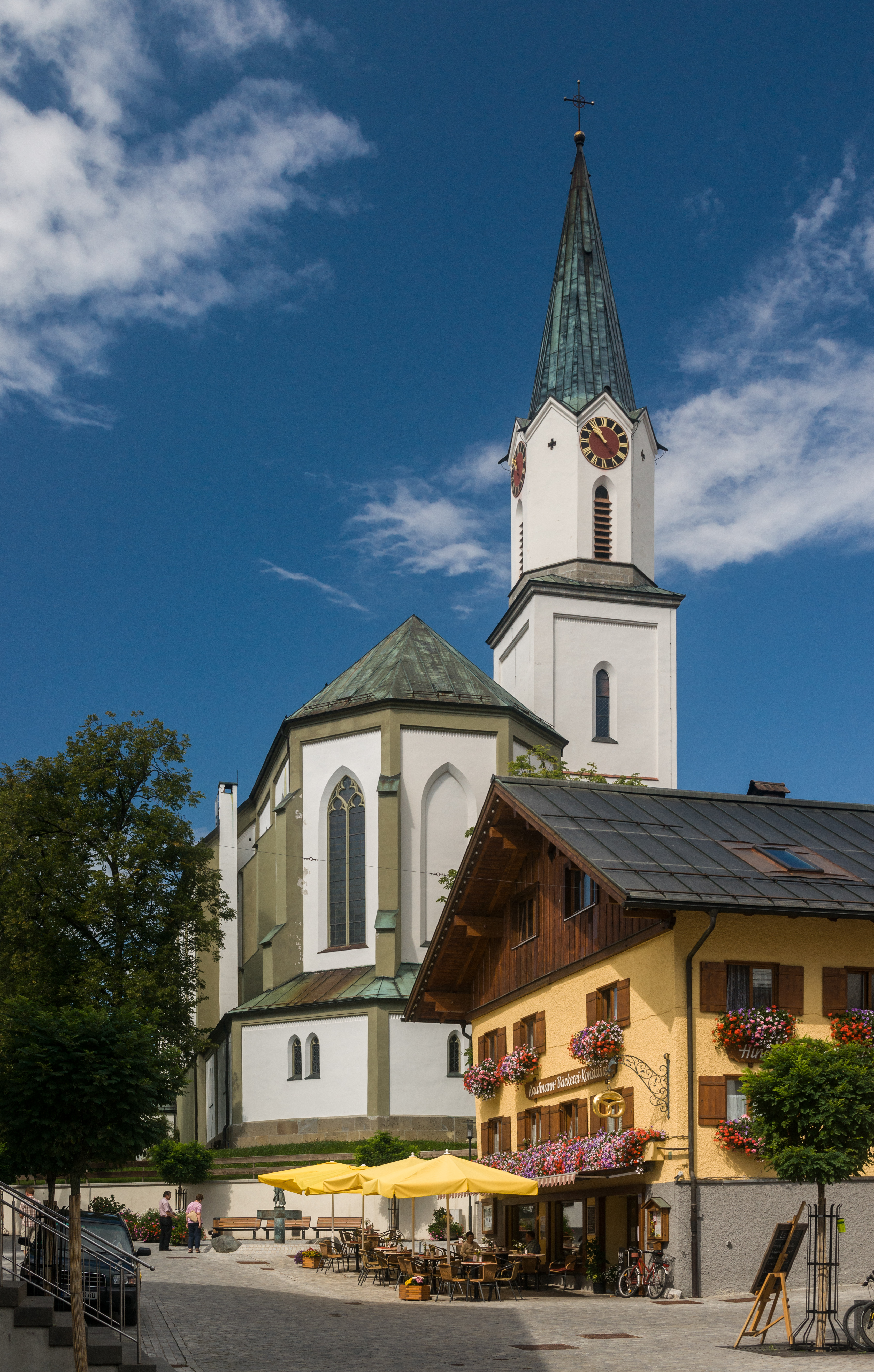
St. Johannes Baptist in Bad Hindelang

Die römisch-katholische Pfarrkirche St. Johannes Baptist steht in Bad Hindelang, einem Markt im schwäbischen Landkreis Oberallgäu in Bayern. Das Bauwerk ist in der Liste der Baudenkmäler in Bad Hindelang als Baudenkmal unter der Nr. D-7-80-123-10 eingetragen. Die Kirche gehört zur Pfarreiengemeinschaft Bad Hindelang im Dekanat Sonthofen des Bistums Augsburg.

## Beschreibung
Die neugotische Saalkirche wurde 1865/67 anstelle des Vorgängerbaus nach Plänen von Georg von Stengel durch Johann Baptist Kaufmann errichtet. Sie besteht aus einem Langhaus, einem eingezogenen, von Strebepfeilern gestützten Chor mit Fünfachtelschluss im Osten und einem Chorflankenturm an der Nordwand des Chors, der mit einem achteckigen Geschoss aufgestockt wurde, das die Turmuhr und den Glockenstuhl mit fünf Kirchenglocken beherbergt und mit einem spitzen Helm zwischen Dreiecksgiebeln bedeckt wurde. Die Statuen der Apostel und der Kreuzweg stammen von Johann Petz. 
Zur Kirchenausstattung gehören Altäre, eine Kanzel und die Darstellung der Marienerscheinung von La Salette. Eine Bilderverehrung von 1728 wird Balthasar Riepp zugeschrieben. Ein Relief mit der Darstellung der Verklärung des Herrn hat 1793 Konrad Eberhard geschaffen. Das Taufbecken wurde 1867 von Luitpold von Bayern gestiftet. Die Orgel wurde 1936/37 von Josef Zeilhuber sen. gebaut.